# آنتونلو گریمالدی
آنتونلو گریمالدی (ایتالیایی: Antonello Grimaldi؛ زادهٔ ۱۴ اوت ۱۹۵۵) بازیگر، کارگردان فیلم، فیلم‌نامه‌نویس اهل ایتالیا است. وی از سال ۱۹۸۵ میلادی تاکنون مشغول فعالیت بوده‌است.
از فیلم‌ها یا برنامه‌های تلویزیونی که وی در آن نقش داشته‌است، می‌توان به مجموعهٔ تلویزیونی دو مادر خیلی زیاد است، نیروانا و قطعات نمایشی کوتاه اشاره کرد.